# Brottning vid olympiska sommarspelen 1928
Brottningen vid olympiska sommarspelen 1928 hölls i Amsterdam och var uppdelat i två discipliner; grekisk-romersk stil och fristil. Fristilen hölls mellan 30 augusti och 1 oktober och grekisk-romersk stil mellan 2 och 5 augusti. Tävlingarna var endast öppna för män. 

## Medaljer

### Medaljsummering
| Plac. | Land            | Guld | Silver | Brons | Totalt antal medaljer |
| ----- | --------------- | ---- | ------ | ----- | --------------------- |
| 1     | Finland         | 3    | 3      | 3     | 9                     |
| 2     | Sverige         | 3    | 1      | 0     | 4                     |
| 3     | Estland         | 2    | 0      | 1     | 3                     |
| 4     | Tyskland        | 1    | 2      | 1     | 4                     |
| 5     | Schweiz         | 1    | 1      | 1     | 3                     |
| 6     | USA             | 1    | 1      | 0     | 2                     |
| 6     | Ungern          | 1    | 1      | 0     | 2                     |
| 8     | Egypten         | 1    | 0      | 0     | 1                     |
| 9     | Kanada          | 0    | 1      | 2     | 3                     |
| 9     | Frankrike       | 0    | 1      | 2     | 3                     |
| 11    | Belgien         | 0    | 1      | 0     | 1                     |
| 11    | Tjeckoslovakien | 0    | 1      | 0     | 1                     |
| 13    | Italien         | 0    | 0      | 2     | 2                     |
| 14    | Storbritannien  | 0    | 0      | 1     | 1                     |

## Medaljtabell

### Fristil, herrar
| Klass                     | Guld                      | Silver                       | Brons                         |
| Bantamvikt Detaljer...    | Kaarlo Mäkinen · Finland  | Edmond Spapen · Belgien      | James Trifunov · Kanada       |
| Fjädervikt Detaljer...    | Allie Morrison · USA      | Kustaa Pihlajamäki · Finland | Hans Minder · Schweiz         |
| Lättvikt Detaljer...      | Osvald Käpp · Estland     | Charles Pacôme · Frankrike   | Eino Augusti Leino · Finland  |
| Weltervikt Detaljer...    | Arvo Haavisto · Finland   | Lloyd Appleton · USA         | Maurice Letchford · Kanada    |
| Mellanvikt Detaljer...    | Ernst Kyburz · Schweiz    | Donald Stockton · Kanada     | Samuel Rabin · Storbritannien |
| Lätt tungvikt Detaljer... | Thure Sjöstedt · Sverige  | Arnold Bögli · Schweiz       | Henri Lefèbre · Frankrike     |
| Tungvikt Detaljer...      | Johan Richthoff · Sverige | Aukusti Sihvola · Finland    | Edmond Dame · Frankrike       |

### Grekisk-romersk stil, herrar
| Klass                     | Guld                       | Silver                               | Brons                       |
| Bantamvikt Detaljer...    | Kurt Leucht · Tyskland     | Jindrich Maudr · Tjeckoslovakien     | Giovanni Gozzi · Italien    |
| Fjädervikt Detaljer...    | Voldemar Väli · Estland    | Eric Malmberg · Sverige              | Gerolamo Quaglia · Italien  |
| Lättvikt Detaljer...      | Lajos Keresztes · Ungern   | Eduard Sperling · Tyskland           | Edvard Westerlund · Finland |
| Mellanvikt Detaljer...    | Väinö Kokkinen · Finland   | László Papp · Ungern                 | Albert Kusnets · Estland    |
| Lätt tungvikt Detaljer... | Ibrahim Moustafa · Egypten | Adolf Rieger · Tyskland              | Onni Pellinen · Finland     |
| Tungvikt Detaljer...      | Rudolf Svensson · Sverige  | Hjalmar Nyström (brottare) · Finland | Georg Gehring · Tyskland    |